# Eduard Heis
Eduard Heis (Colônia (Alemanha), 18 de fevereiro de 1806 — Münster, 30 de junho de 1877) foi um matemático e astrônomo alemão.
Após concluir os estudos na Universidade de Bonn em 1827, lecionou matemática em uma escola de Colônia. Em 1832 lecionou em Aachen, localidade onde permaneceu até 1852. Foi então indicado por Frederico Guilherme IV da Prússia para uma cátedra na Universidade de Münster. Em 1869 tornou-se reitor da universidade.
Na Universidade de Münster realizou diversas observações do céu noturno, incluindo a Via Láctea, luz zodiacal, estrelas e meteoroides. Suas observações foram publicadas em, dentre outros:
- Atlas Coelestis Novus, Cologne, 1872.
- Zodiakal-Beobachtungen.
- Sternschnuppen-Beobachtungen.
- De Magnitudine, 1852.

Seu atlas estelar, que foi baseado na Uranometria Nova, ajudou a definir os limites das constelações do hemisfério norte. Suas outras publicações incluem um tratado sobre os eclipses durante a Guerra do Peloponeso, o cometa Halley, e livros sobre matemática.
Foi o primeiro a registrar uma contagem da chuva de meteoros Perseidas em 1839, com uma taxa horária de 160. Os observadores registram sua taxa horária desde então.

## Condecorações e honrarias
- Ordem da Águia Vermelha, 1870.
- Doutor Honoris causa da Universidade de Bonn, 1852.
- Membro estrangeiro da Royal Astronomical Society de Londres, 1874.
- Membro honorário da Academia Leopoldina, 1877.
- Membro honorário da Sociedade Científica de Bruxelas, 1877.
- A cratera lunar Heis é denominada em sua memória.